# Dancing in Jaffa
Dancing in Jaffa est un film documentaire israélo-américain réalisé par Hilla Medalia sur un scénario de Philip Shane et Hilla Medalia et sorti en 2013.

## Synopsis
Pierre Dulaine est né en 1944 à Jaffa d’un père irlandais et d’une  mère palestinienne. À cause du conflit judéo-arabe de 1947-1949, il doit s’exiler en 1948 avec sa famille, qui s’installe au Royaume-Uni, lui-même émigrant par la suite aux États-Unis. Pierre, devenu champion de danse de salon, revient dans sa ville natale dans le but de faire danser ensemble des enfants juifs et musulmans d’écoles primaires et d’organiser un concours de danse.
Les premiers contacts sont laborieux et souvent décourageants.  Les écoles arabes refusent souvent dès l’abord que garçons et filles se touchent et le « couplage » entre écoles juives et arabes n’est pas toujours facile. Finalement, deux écoles arabes sont couplées avec deux écoles juives et une cinquième école mixte (où l’on trouve des enfants des deux communautés, qui apprennent les deux langues) entre dans la danse.
Yvonne Marceau, la partenaire de danse de Pierre, vient passer quelques semaines à Jaffa pour faire des démonstrations avec lui et l’aider à faire travailler les enfants ; sa présence suscite leur intérêt et permet de faire avancer le projet.
Nous suivons en particulier trois enfants : Alaa, élève d’une école arabe, sa partenaire Lois, élève d’une école juive, et Noor, élève arabe de l’école mixte.
Alaa est le fils d’un modeste pêcheur et vit avec sa famille nombreuse dans une masure, mais il est dynamique et jovial, et on le voit faire connaissance et répéter avec sa cavalière Lois au niveau de vie sensiblement plus élevé.
Noor, fille unique orpheline de père, est très fermée au début du film, s’entend mal avec ses camarades juifs et a du mal à trouver un cavalier. Grâce à la danse, elle s’épanouit peu à peu et développe une grande affection pour Pierre et une passion pour cet art.
Les trois enfants et le cavalier de Noor sont sélectionnés pour le concours de danse, où tous apportent leur enthousiasme ; l’école mixte remporte le concours, suivie de près par les deux couples d’écoles, et la fin du film témoigne de leur joie qui demeure après le départ de Pierre.

## Fiche technique
- Réalisation : Hilla Medalia
- Scénario : Philip Shane, Hilla Medalia
- Production :  kNow Productions ( États-Unis), Tiara Blu Films ( États-Unis), Warrior Poets ( États-Unis), Ja-Tail Pictures ( États-Unis)
- Lieu de tournage : Israël, Palestine
- Langues : arabe, hébreu, anglais
- Distribution : Pretty Pictures
- Photographie : Daniel Kedem
- Musique : Krishna Levy
- Montage : Bob Eisenhardt, Philip Shane
- Ingénieur du son : Haim Meir
- Durée : 90 minutes
- Dates de sortie : 
  - États-Unis : 1er janvier 2013 (New York)
  - France : 2 avril 2014

## Distribution
- Pierre Dulaine : lui-même
- Yvonne Marceau : elle-même
- Alaa Bubani : lui-même
- Lois Dana : elle-même
- Noor Gabai : elle-même
- Lana Zreik : elle-même, jury du concours de danse

## Distinctions

### Récompenses
- Festival 2 cinéma de Valenciennes, édition 2014 : Prix du Public, catégorie documentaire

### Nominations et sélections
- Festival du film de Tribeca 2013

## Polémique
Le 6 octobre 2014, 70 à 80 militants pro-palestiniens perturbent la projection du film, qui avait pour invité le consul d'Israël, dans le cadre du Festival du cinéma israélien de Carpentras. Une vingtaine a réussi à s'introduire dans la salle pour protester.